# Hyde Park (métro de Los Angeles)
Cet article concerne une station de la ligne K du métro de Los Angeles. Pour le quartier de Los Angeles, voir Hyde Park (Los Angeles).
Pour les articles homonymes, voir Hyde Park (homonymie).
Hyde Park est une station du métro de Los Angeles qui est desservie par les rames de la ligne K et située dans le quartier Hyde Park à Los Angeles en Californie. La station est située près de l'intersection du boulevard Crenshaw et de l'avenue Slauson, dans le quartier Hyde Park de Los Angeles.

## Histoire
Initialement prévue pour être inaugurée en 2021, la station ouvre ses portes en 2022.

## Art dans la station
La station comporte des œuvres d'art de Carlson Hatton qui célèbrent visuellement le patrimoine musical de la région. Une fresque à proximité a également été créée pour améliorer l'expérience du premier/dernier kilomètre en utilisant des histoires locales recueillies par les jeunes.